# Enfer (islam)
Pour les articles homonymes, voir Enfer (homonymie).

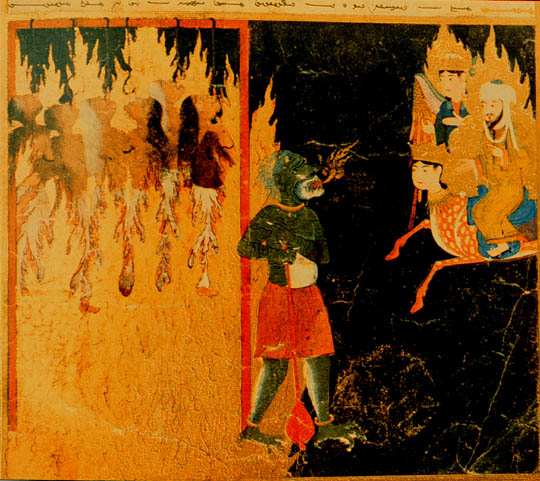
Mahomet rencontre des femmes en enfer, tourmentées par un satan (Dive).

L'enfer est désigné, par le Coran, sous deux termes différents. Le premier, nâr (arabe : نَار), signifie « feu » tandis que le second, Jahannam (arabe : جَهَنَّم / ǧahánnam ; turc : cehennem ; bosnien : džehennem), provient de l'hébreu Ge Ben-Hinnôm (terme qui a donné en français géhenne) et désigne la « vallée des enfants de Hinnôm », terme lié à l'immolation d'enfants dans le cadre du culte de Baal. Ce terme sera considéré, par la suite, comme un synonyme du Sheol.
D'autres termes, comme la « fournaise », le « feu ardent »..., sont utilisés par le Coran pour désigner cet endroit ou les châtiments qui y sont subis,.
La croyance commune est que l'enfer coexiste avec notre monde actuel, tout comme Jannah (le paradis islamique). L'enfer est décrit de différentes manières dans la littérature islamique. Il est gigantesque, et situé en dessous du paradis. Il possède sept niveaux (chacun étant plus rude que l'autre), des montagnes, rivières, vallées et même des océans remplis de fluides dégoûtants.

## Description
La description de l'enfer musulman ressemble fortement à celle de l'enfer tel que décrit dans la littérature eschatologique juive. Celle-ci est à l'origine des descriptions tant musulmane que chrétienne. Ainsi, certains traditionnistes musulmans ont personnifié l'enfer en un animal fantastique, de manière similaire à ce qui est fait dans la littérature talmudique et midrashique.
Le Coran insiste, dans la description de l'enfer, sur le feu et sur son caractère destructeur. Les damnés en sont entourés et brûlés. Le Coran semble évoquer ce feu comme un châtiment avant tout corporel, de la même manière que les délices du paradis sont de nature physique. De même, le Coran, comme les sources juives, évoque une obscurité. D'autres tourments comme l'eau bouillante dans laquelle sont jetés les damnés ou les vents pestilentiels sont évoqués par le Coran. Une description très précise de ces tourments est donnée par le Coran. Le Coran y décrit aussi un arbre dont les fruits ressemblent à des têtes de Satan,. L'auteur de ce passage pourrait s'être inspiré des palmiers décrits par un texte juif à l'entrée de l'enfer.
D'après le Coran, l'enfer est clos et n'est ouvert que de sept portes. Un gardien, Malîk, garde l'enfer avec 19 anges. L'idée que la géhenne soit gardée par des anges se retrouve dans la littérature talmudique et midrashique, ce qui pourrait être à l'origine de la description coranique. Les chercheurs se sont interrogés sur le nombre 19, qui, pour Dye, pourrait n'avoir été choisi que pour une question de rime. Une muraille sépare cet enfer du paradis, avec pour la sourate 7, une catégorie d'hommes qui semble dans un lieu intermédiaire. Diverses interprétations ont été faites de ce passage.

## Habitants
Le Coran se présente comme un guide pour que les hommes deviennent croyants, qu'ils suivent la loi et accèdent au paradis. Les « Mécréants » sont ainsi promis à l'enfer. Le terme de mécréant (kafirun) englobe différentes catégories de damnés, ceux qui ont nié la puissance divine, ceux qui se sont moqués du Coran, ceux qui parmi les croyants n'ont pas combattu dans le « chemin de Dieu »... Pour Chebel, « l’Enfer est un lieu paradoxal en Islam. Il est présenté d’une manière particulièrement effrayante, leitmotiv ressassé par tous les prédicateurs, mais les bons musulmans y séjournent également, ne fusse qu’un court instant, moyennant quoi ils auront ainsi traversé une sorte de purgatoire ». Pour Malek Chebel, « il semblerait même que les enfants y soient reçus, ainsi que les déments, les déficients congénitaux et les mort-nés ».
Le Coran souligne que le séjour en enfer est éternel. Ce point de vue est accepté par tous les musulmans et certains penseurs musulmans ont défendu l'anéantissement de l'enfer et du paradis à la fin du monde. C'est le cas, par exemple de Jahm Bin Safwan.